# Liechtensteiner Cup 1972/73
Der Liechtensteiner Cup 1972/73 war die 28. Austragung des Fussballpokalwettbewerbs der Herren in Liechtenstein. Der FC Balzers gewann zum zweiten Mal den Titel.

## Teilnehmende Mannschaften
Folgende sieben Mannschaften nahmen am Liechtensteiner Cup teil:
| - FC Schaan - FC Vaduz - FC Ruggell - FC Triesenberg | - FC Balzers - USV Eschen-Mauren - FC Triesen |

## 1. Vorrunde
Der FC Vaduz hatte für diese Runde ein Freilos.
|                   | Ergebnis |                |
| ----------------- | -------- | -------------- |
| FC Balzers        | 3:2      | FC Triesen     |
| USV Eschen-Mauren | 2:3      | FC Ruggell     |
| FC Schaan         | 5:0      | FC Triesenberg |

## Halbfinale
|            | Ergebnis |            |
| ---------- | -------- | ---------- |
| FC Schaan  | 1:4      | FC Ruggell |
| FC Balzers | 2:1      | FC Vaduz   |

## Finale
Das Finale fand am 31. Mai 1973 in Vaduz statt.
| Datum      |            | Ergebnis |            |
| ---------- | ---------- | -------- | ---------- |
| 31.05.1973 | FC Balzers | 2:1      | FC Ruggell |